# Liste der Biografien/Gn
Liste der Biografien |
Portal Biografien |
Personensuche
# |
A |
B |
C |
D |
E |
F |
G |
H |
I |
J |
K |
L |
M |
N |
O |
P |
Q |
R |
S |
T |
U |
V |
W |
X |
Y |
Z |
?
 
Ga |
Gb |
Gc |
Gd |
Ge |
Gf |
Gh |
Gi |
Gj |
Gk |
Gl |
Gm |
Gn |
Go |
Gp |
Gq |
Gr |
Gs |
Gu |
Gv |
Gw |
Gy |
Gz
Die Liste der Biografien führt alle Personen auf, die in der deutschsprachigen Wikipedia einen Artikel haben. Dieses ist eine Teilliste mit 177 Einträgen von Personen, deren Namen mit den Buchstaben „Gn“ beginnt.

## Gn

### Gna
- Gnaase, Dave (* 1996), deutscher Fußballspieler
- Gnabouyou, Marie-Paule (* 1988), französische Handballspielerin
- Gnabry, Serge (* 1995), deutscher Fußballspieler
- Gnacadja, Luc (* 1958), beninischer Politiker und Architekt
- Gnad, Hansi (* 1963), deutscher Basketballspieler
- Gnad, Silke (* 1966), deutsche Handballspielerin
- Gnade, Albert (1886–1966), deutscher Politiker (NSDAP), SS-Führer und Bürgermeister der Stadt Göttingen
- Gnade, Elisabeth (1863–1938), deutsche Autorin
- Gnade, Harald (* 1958), deutscher Maler, Zeichner und Grafiker
- Gnade, Michael (* 1941), deutscher Fotograf
- Gnadenfeld, Hermann Mylius von (1603–1657), Rat und Gesandter des Grafen Anton Günther von Oldenburg
- Gnädig, Alina (* 2007), deutsche Fußballspielerin
- Gnädig, Nina (* 1977), deutsche SchauspielerinNina Gnädig (* 1977)

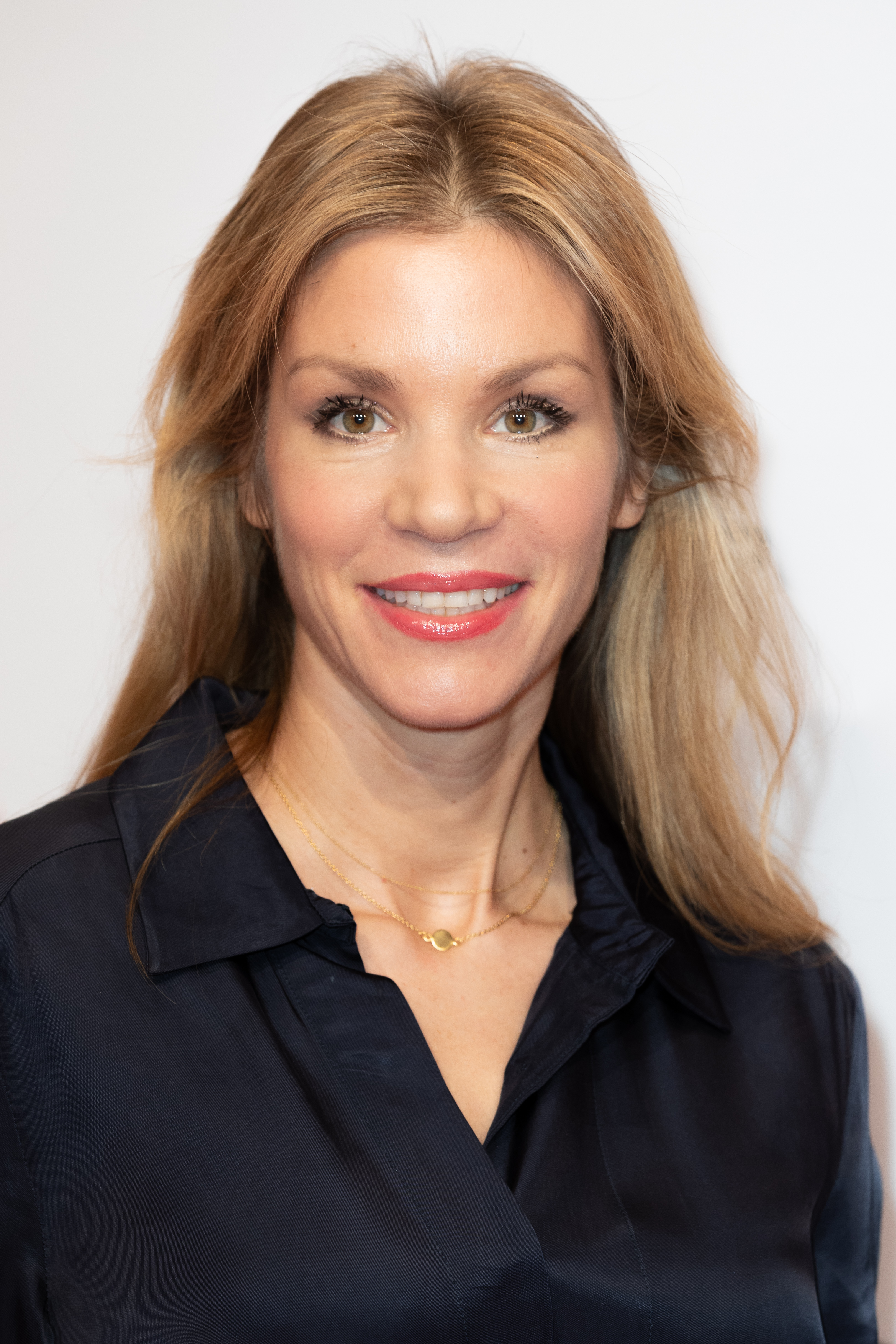
Nina Gnädig (* 1977)

- Gnädinger, Fridolin (1921–2009), deutscher Veterinärmediziner
- Gnädinger, Fritz-Joachim (1938–2019), deutscher Politiker (SPD), MdB
- Gnädinger, Karl (1905–1995), deutscher Geistlicher, Weihbischof in der Erzdiözese Freiburg
- Gnädinger, Manfred (1936–2002), deutscher Eremit und Bildhauer in Galicien
- Gnädinger, Mathias (1941–2015), Schweizer Schauspieler und Synchronsprecher
- Gnadl, Lisa (* 1981), deutsche Politikerin (SPD), MdL
- Gnadl, Rolf (* 1953), deutscher Politiker (SPD), Landrat des Wetteraukreises
- Gnaegi, Philippe (* 1962), Schweizer Politiker (FDP)
- Gnaeus Curtius Dexippus, griechischstämmiger römischer Heerführer
- Gnaeus Flavius, Schreiber Pontificius
- Gnafaki, Dimitra (* 1997), griechische Leichtathletin
- Gnafoua, Floriane (* 1996), französische Sprinterin
- Gnägi, Jan (* 1991), Schweizer Politiker (BDP)
- Gnägi, Rudolf (1917–1985), Schweizer PolitikerRudolf Gnägi (1917–1985)

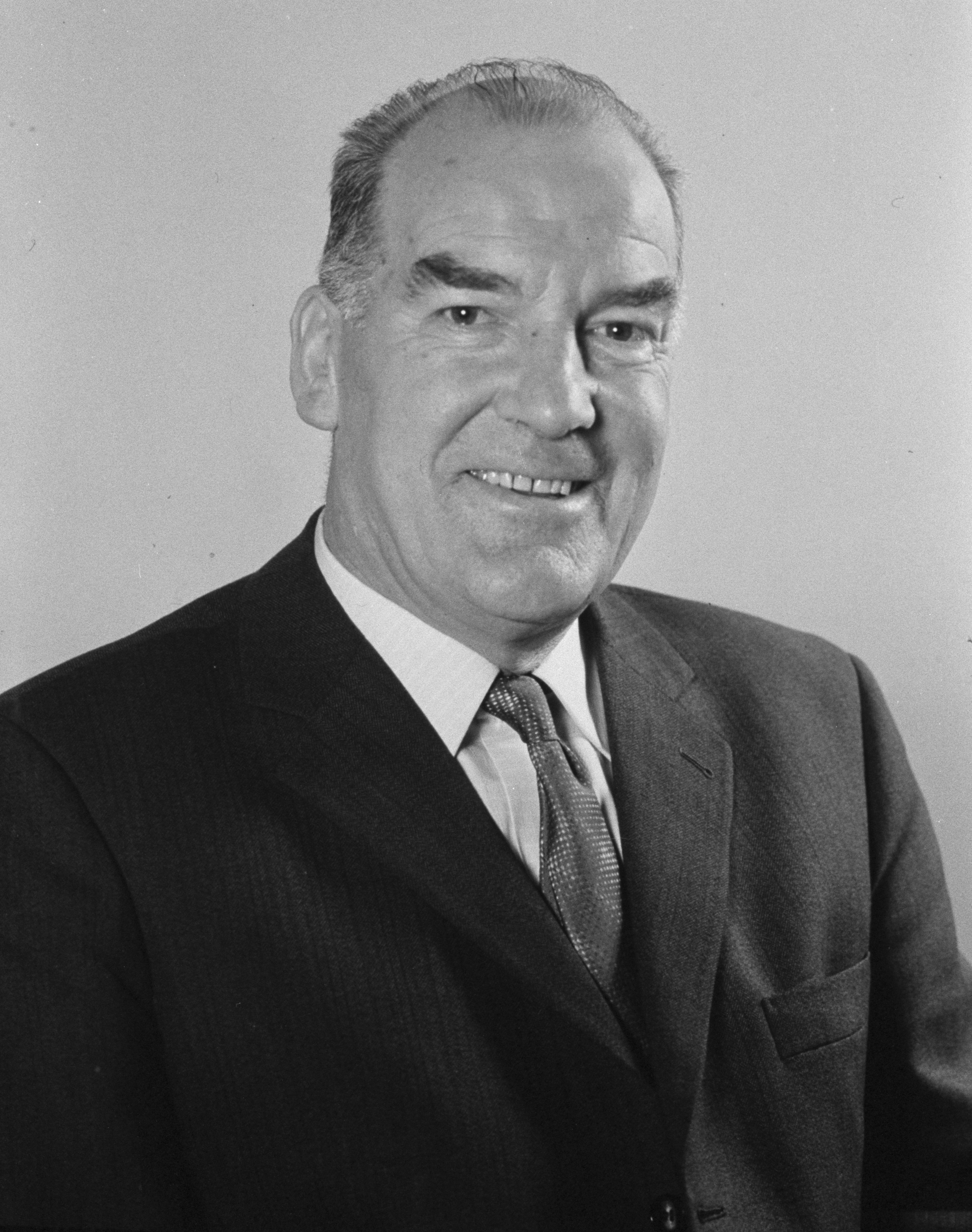
Rudolf Gnägi (1917–1985)

- Gnagnon, Joris (* 1997), französischer Fußballspieler
- Gnago, Jeanne (* 1984), ivorische Fußballspielerin
- Gnahoré, Dobet (* 1982), ivorische Sängerin
- Gnaier, Paul (1926–2013), deutscher Fechter und Sportfunktionär
- Gnaiger, Adelheid (1916–1991), österreichische Architektin
- Gnaiger, Lukas (* 1980), österreichischer Kameramann
- Gnaiger, Roland (* 1951), österreichischer Architekt und Universitätsprofessor
- Gnaka, Silas (* 1998), ivorischer Fußballspieler
- Gnam, Lukas (* 1991), österreichischer Fußballschiedsrichter
- Gnanabaranam, Johnson (1933–2008), indischer evangelisch-lutherischer Bischof und Autor christlicher Literatur
- Gnanapragasam, Justin Bernard (* 1948), sri-lankischer Geistlicher, römisch-katholischer Bischof von Jaffna
- Gnanapragasam, Victor (1940–2020), sri-lankischer römisch-katholischer Ordensgeistlicher, Apostolischer Vikar von Quetta
- Gnanarajah, Ranitha, sri-lankische Menschenrechtsaktivistin
- Gnanasekaran, Sathiyan (* 1993), indischer Tischtennisspieler
- Gnändiger, Charlotte (* 1979), deutsche Fernsehmoderatorin, Journalistin, Redakteurin und Autorin
- Gnandou, Idé (1957–2007), nigrischer Politiker
- Gnandt, Stefan (* 1952), sathmarschwäbischer Maler
- Gnanhouan, Gérard (* 1979), ivorischer Fußballtorhüter
- Gnanissara Thero, Davuldena (1915–2017), sri-lankischer Mönch und Religionsführer
- Gnann, Bernd (* 1973), deutscher Schauspieler, Kabarettist und Theaterintendant
- Gnann, Gerhard (* 1962), deutscher Kirchenmusiker und Musikpädagoge
- Gnann, Hans (1958–2022), deutscher Sänger, Songwriter und Christ
- Gnann, Vinzenz (1889–1980), württembergischer Landrat
- Gnanou, Ibrahim (* 1986), burkinischer Fußballspieler
- Gnant, Hans (1920–2000), österreichischer Dichter von Theaterstücken, vor allem von Komödien
- Gnant, Michael (* 1964), österreichischer Chirurg und Hochschullehrer
- Gnant, Rob (1932–2019), Schweizer Fotograf und Kameramann
- Gnapheus, Wilhelm (1493–1568), Humanist und Gelehrter
- Gnapp, Josef (1917–1999), österreichischer Musiker
- Gnas, Hermann von († 1438), Bischof von Lavant und Gegenbischof von Gurk
- Gnas, Horst (* 1941), deutscher Radrennfahrer
- Gnash (* 1993), US-amerikanischer Musiker und Musikproduzent
- Gnaspe, Matthäus († 1670), deutscher Unternehmer
- Gnaß, Friedrich (1892–1958), deutscher Schauspieler
- Gnaß, Otto (1909–1987), deutscher Politiker (SPD), MdL Hessen
- Gnassingbé, Faure (* 1966), togoischer Politiker, Staatspräsident von TogoFaure Gnassingbé (* 1966)

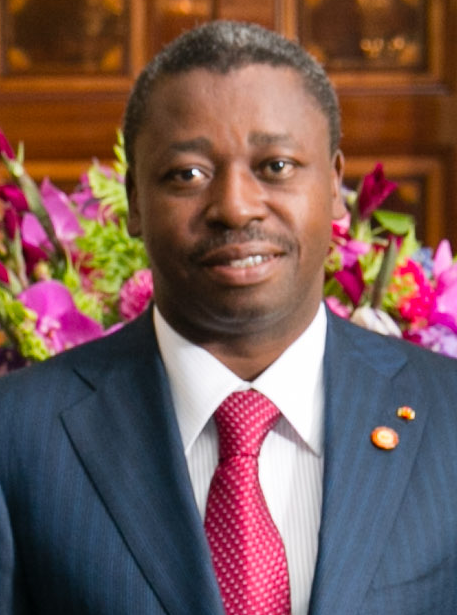
Faure Gnassingbé (* 1966)

- Gnatowski, Dariusz (1961–2020), polnischer Schauspieler
- Gnattali, Radamés (1906–1988), brasilianischer Musiker und Komponist
- Gnau, Ewald (1853–1943), deutscher Botaniker und Mitbegründer des Europa-Rosariums
- Gnau, Ulrich, deutscher Handballspieler
- Gnauck, Gerhard (* 1964), deutscher Journalist und Historiker
- Gnauck, Günter (1931–2004), deutscher Grafiker, Kalligraf und Hochschullehrer
- Gnauck, Gustav (1866–1951), deutscher Komponist und Verleger
- Gnauck, Hannes (* 1991), deutscher Politiker (AfD), MdB
- Gnauck, Jürgen (* 1958), deutscher Rechtsanwalt und Politiker (CDU)
- Gnauck, Maxi (* 1964), deutsche KunstturnerinMaxi Gnauck (* 1964)

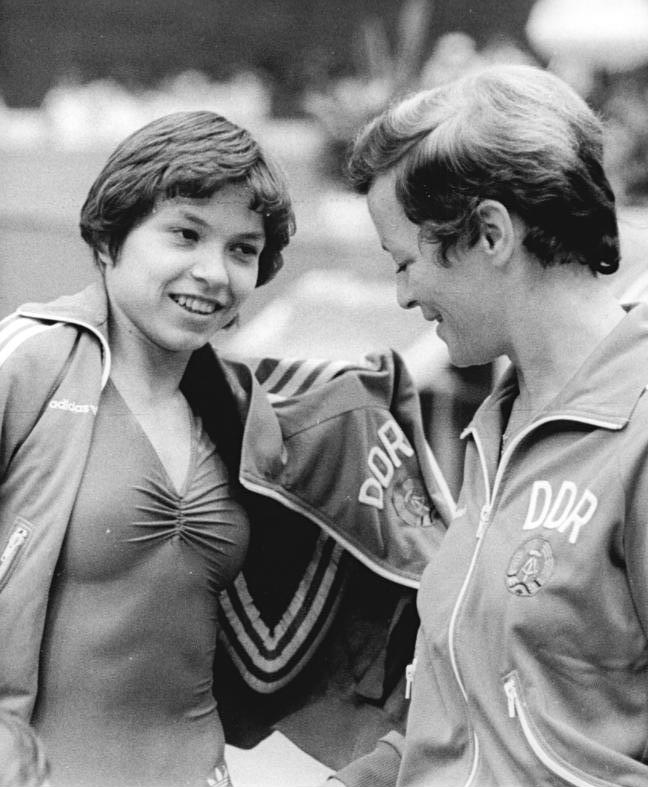
Maxi Gnauck (* 1964)

- Gnauck, Reinhard (* 1935), deutscher Mediziner und Politiker
- Gnauck-Kühne, Elisabeth (1850–1917), deutsche Frauenrechtlerin
- Gnauert, Jochen (* 1963), deutscher Kulturmanager und Regisseur
- Gnausch, Gerold, deutscher Klarinettist und Saxophonist
- Gnauth, Adolf (1840–1884), deutscher Architekt
- Gnauth, Adolf sen. (1812–1876), deutscher reproduktiver Lithograph und Kupferstecher
- Gnauth, Eduard (1788–1859), deutscher Theaterschauspieler
- Gnauth, Feodor von (1854–1916), deutscher Politiker, Oberbürgermeister von Gießen und Finanzminister des Großherzogtums Hessen

### Gne
- Gnecchi, Luisa (* 1953), italienische Politikerin, Mitglied der Camera dei deputati
- Gnecchi, Vittorio (1876–1954), italienischer Komponist
- Gned, Louise, österreichische Opernsängerin (Sopran)
- Gned, Nina (1811–1874), österreichische Kinderdarstellerin, Theaterschauspielerin und Opernsängerin (Alt)
- Gnedenko, Boris Wladimirowitsch (1912–1995), russischer Mathematiker
- Gnedin, Jewgeni Alexandrowitsch (1898–1983), sowjetischer Journalist und Diplomat
- Gneditsch, Nikolai Iwanowitsch (1784–1833), russischer Dichter und Übersetzer
- Gnedt, Dietmar (* 1957), österreichischer Schriftsteller
- Gnehm, Matthias (* 1970), Schweizer Comiczeichner und Architekt
- Gnehm, Peter (1712–1799), Schweizer Fayencemaler
- Gnehm, Robert (1852–1926), Schweizer Chemiker
- Gneisenau, Maria von (1873–1926), deutsche Schriftstellerin und Mäzenin
- Gneiser, Rainer (1944–1964), deutsches Todesopfer der Berliner Mauer
- Gneißl, Elisabeth (* 1983), österreichische Politikerin, Landtagsabgeordnete von Oberösterreich, Radiologietechnologin und Bäuerin
- Gneißl, Sepp (1935–2014), deutscher Volksschauspieler und Gastwirt
- Gneist, Aimée, deutsche Theater-, Film- und Fernsehschauspielerin
- Gneist, Carl Richard (1868–1939), deutscher Diplomat
- Gneist, Gisela (1930–2007), deutsche Lehrerin, Opfer des Kommunismus
- Gneist, Rudolf von (1816–1895), deutscher Jurist und Politiker (NLP), MdR
- Gneist, Werner (1898–1980), deutscher Liederkomponist
- Gneiting, Jürgen (* 1958), deutscher Jurist, Präsident des Arbeitsgerichts Stuttgart und Richter am Verfassungsgerichtshof für das Land Baden-Württemberg
- Gnekow, Horst (1916–1982), deutscher Schauspieler, Dramaturg und Theaterintendant
- Gnekow, Paul Heinrich (1928–2015), deutscher Steinbildhauer und Schriftsteller
- Gnel Arschakuni († 359), armenischer Adliger
- Gnenegbe, Zady Moise (* 1990), französischer Fußballspieler
- Gnenlin, jüdische Augenärztin in Frankfurt am Main
- Gnepo, Werewere-Liking (* 1950), kamerunische Schriftstellerin und Künstlerin
- Gnerre, Francesco (1944–2025), italienischer SoziologeFrancesco Gnerre (1944–2025)

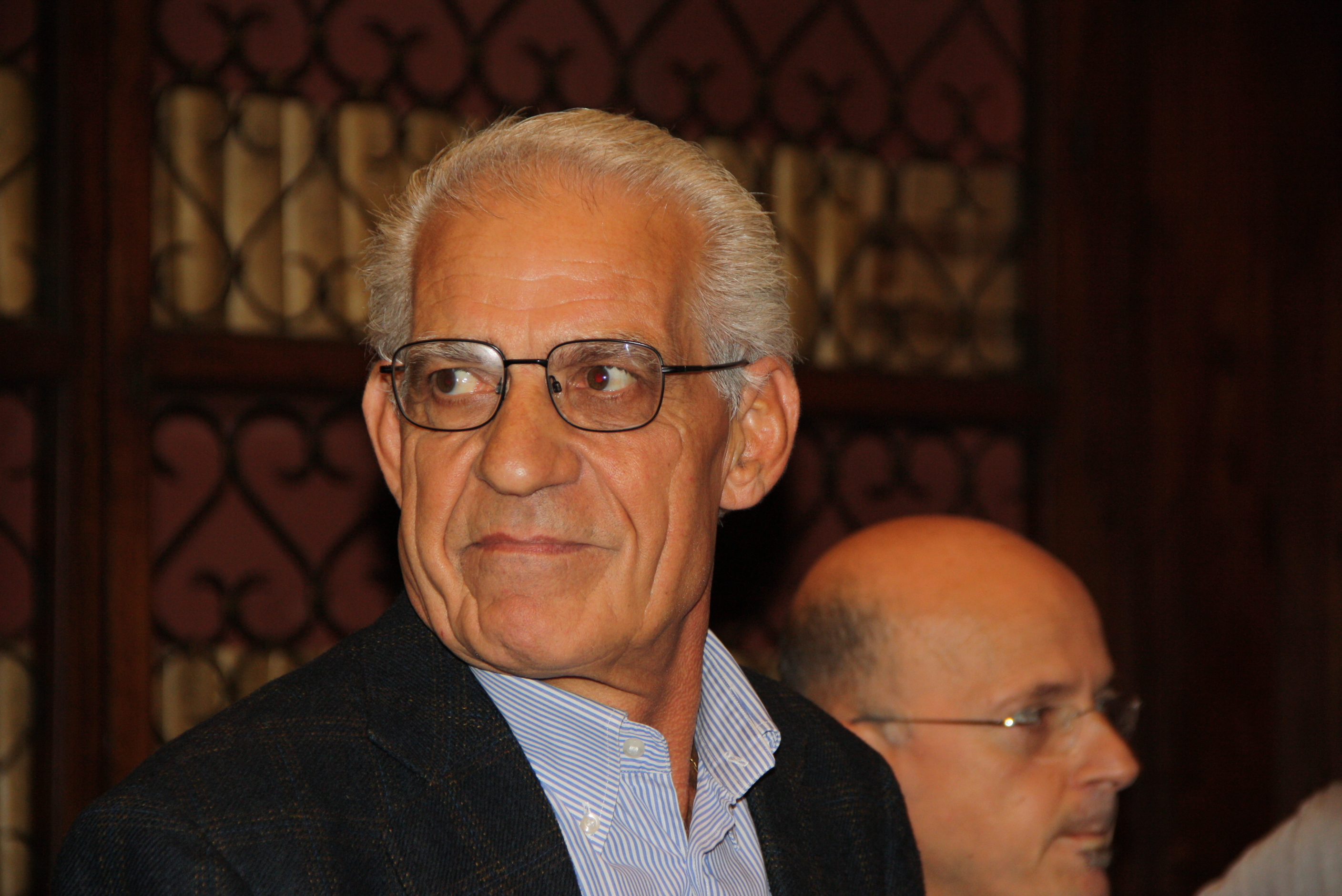
Francesco Gnerre (1944–2025)

- Gnesa, Ernesto († 1961), italienischer Motorradrennfahrer
- Gnessin, Michail Fabianowitsch (1883–1957), russischer Komponist
- Gnessin, Uri Nissan (1879–1913), hebräischer Schriftsteller
- Gnessina, Jelena Fabianowna (1874–1967), russische Komponistin und Pianistin
- Gnessina, Jelisaweta Fabianowna (1879–1953), russische Violinistin und Hochschullehrerin
- Gnessina, Jewgenija Fabianowna (1871–1940), russische Pianistin und Hochschullehrerin
- Gnessina, Marija Fabianowna (1876–1918), russische Pianistin und Hochschullehrerin
- Gnessina, Olga Fabianowna (1881–1963), russische Pianistin und Hochschullehrerin
- Gneto, Astride (* 1996), französische Judoka
- Gneto, Priscilla (* 1991), französische Judoka
- Gnettner, Horst (1926–2003), deutscher Pädagoge und Heimatforscher
- Gnetzamer, Leonhard († 1566), deutscher Benediktinerabt
- Gneupel, Stephan (* 1948), deutscher Eisschnelllauftrainer
- Gneus, westslawischer Fürst in Mecklenburg oder Ostholstein 1036
- Gneuß, Charlotte (* 1992), deutsche SchriftstellerinCharlotte Gneuß (* 1992)

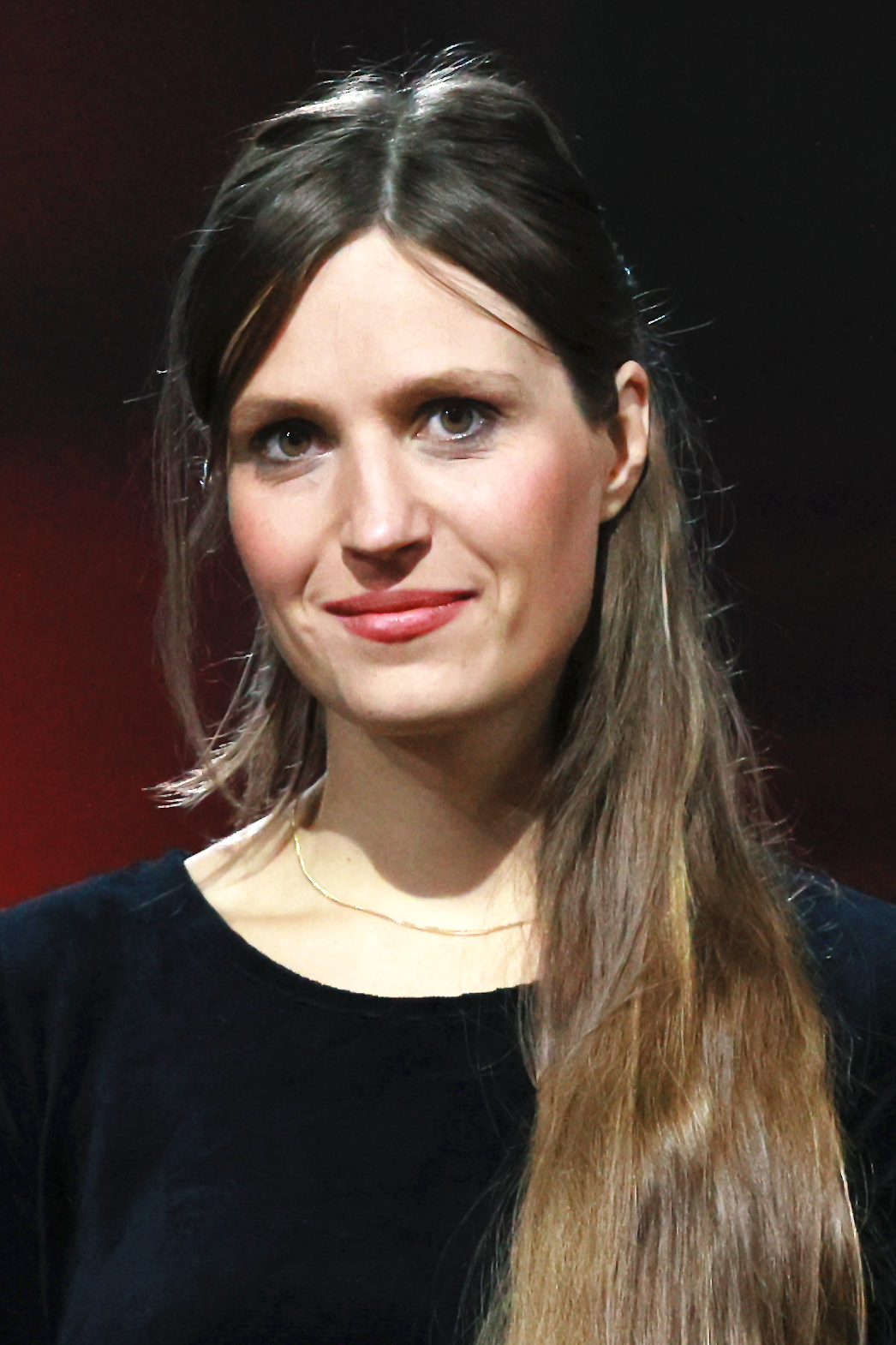
Charlotte Gneuß (* 1992)

- Gneuss, Helmut (1927–2023), deutscher Anglist
- Gneveckow, Jürgen (* 1952), deutscher Politiker (CDU)
- Gnewuch, Erich (1903–1961), deutscher SA-Mann und Gaswagenfahrer
- Gnewuch, Gerd (* 1934), deutscher Postbeamter, Posthistoriker, Philatelist und Landeskundler
- Gnezda Čerin, Adam (* 1999), slowenischer Fußballspieler
- Gnezda, Matej (* 1979), slowenischer Radrennfahrer

### Gni
- Gnida, Heike (* 1980), deutsche Filmeditorin
- Gnida, Mathias (* 1970), deutscher Sachbuchautor und Flugangst-Experte
- Gnidenko, Jekaterina Walerjewna (* 1992), russische Radrennfahrerin
- Gniech, Harry (* 1951), deutscher Fußballspieler
- Gniedziuk, Bożena (1961–2014), polnische Handballspielerin und -trainerin
- Gnielka, Thomas (1928–1965), deutscher Journalist
- Gniewek, Raymond (1931–2021), US-amerikanischer Geiger
- Gniffke, Erich (1895–1964), deutscher Widerstandskämpfer und Politiker (SPD, SED), MdV
- Gniffke, Kai (* 1960), deutscher Journalist, Intendant des SWRKai Gniffke (* 1960)

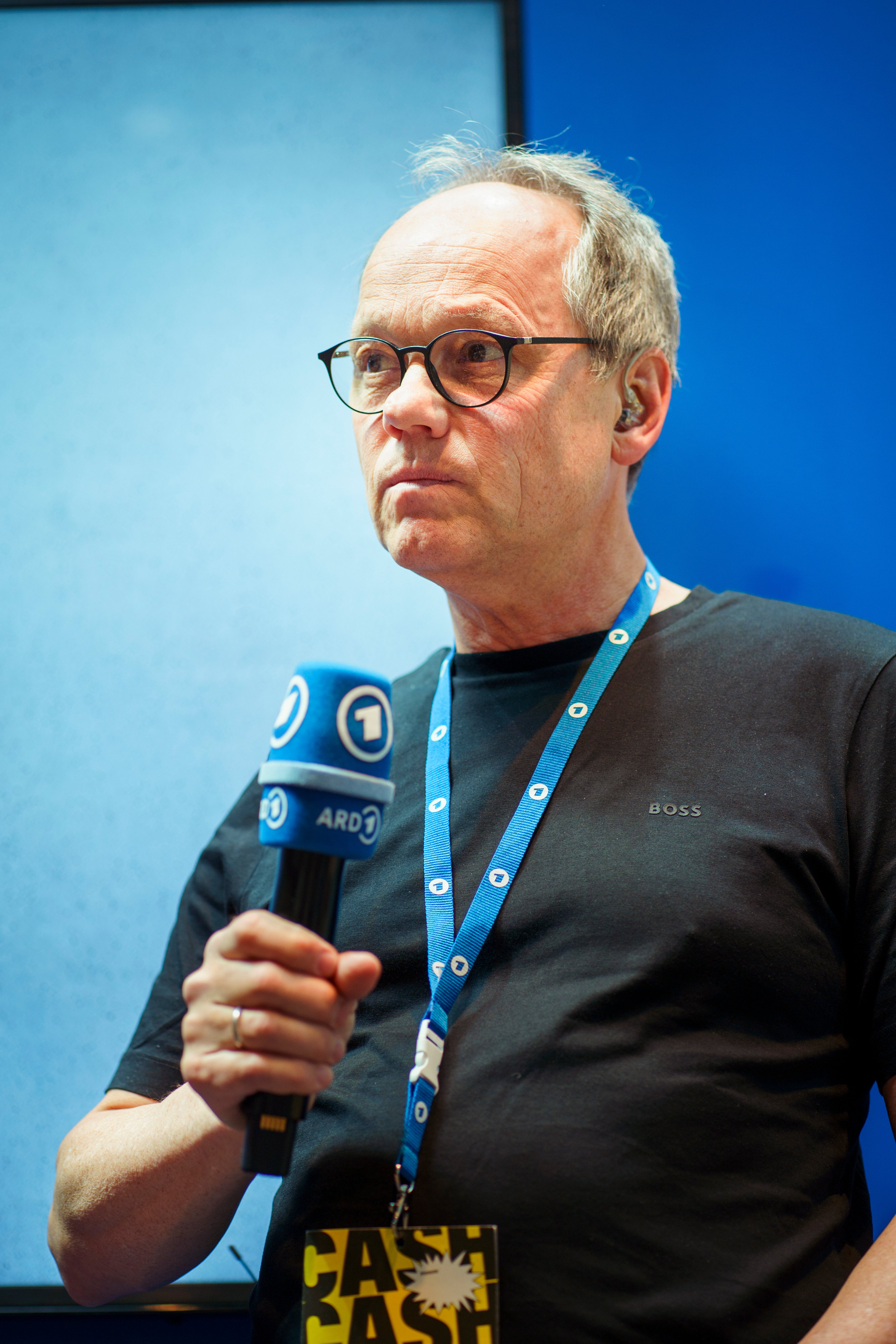
Kai Gniffke (* 1960)

- Gniffke, Michael (* 1967), deutscher Opernsänger (Tenor)
- Gnilitza, Odin (* 2001), deutscher Volleyballspieler
- Gnilka, Christian (1936–2025), deutscher Klassischer Philologe
- Gnilka, Joachim (1928–2018), deutscher Theologe und Autor
- Gningué, Pape (* 1985), senegalesischer Fußballspieler
- Gnininvi, Léopold (* 1942), togoischer Politiker
- Gniot, Felix (* 1984), deutscher Cyclocross- und Straßenradrennfahrer
- Gnirs, Anton (1873–1933), tschechischer Archäologe, Historiker und Denkmalpfleger
- Gnisa, Jens (* 1963), deutscher Richter und Vorsitzender des deutschen Richterbundes
- Gnitka, Steve (1953–2023), US-amerikanischer Jazzmusiker (Gitarre)
- Gniza, Erwin (1910–2006), deutscher Psychologe, Wegbereiter der Arbeitsschutztheorie in Deutschland

### Gnj
- Gnjatić, Ognjen (* 1991), bosnisch-herzegowinischer Fußballspieler

### Gno
- Gnocchi, Alessandro (* 1959), italienischer Schriftsteller und Publizist
- Gnocchi, Luigi (1933–2014), italienischer Leichtathlet
- Gnocchi, Pietro (1689–1775), italienischer Komponist im Stil des neapolitanischen Barock
- Gnodtke, Eckhard (* 1958), deutscher Kommunalbeamter in der Altmark, MdB (CDU)
- Gnodtke, Günter (1910–1995), deutscher Diplomat
- Gnodtke, Hans-Günter (* 1948), deutscher Botschafter
- Gnolfo, Richard, US-amerikanischer Schauspieler, Drehbuchautor und Filmproduzent
- Gnoli, Domenico (1838–1915), italienischer Schriftsteller, Kunsthistoriker und Bibliothekar
- Gnoli, Domenico (1933–1970), italienischer Maler, Grafiker und Zeichner
- Gnonhossou, François (* 1961), beninischer Geistlicher und römisch-katholischer Bischof von Dassa-Zoumé
- Gnonka, Jean-Michel (* 1980), burkinischer Fußballspieler
- Gnonsoa, Angèle (* 1941), ivorische Politikerin (PIT) und Anthropologin
- Gnonto, Wilfried (* 2003), italienisch-ivorischer Fußballspieler
- Gnonzié, Ouattara († 2023), ivorischer Politiker
- Gnos, Albin (1866–1930), Schweizer Politiker (Katholisch-Konservative)
- Gnos, Leonor (* 1938), schweizerisch-französische Schriftstellerin und Lyrikerin
- Gnosis, griechischer Mosaizist
- Gnoß, Ernst (1900–1949), deutscher Politiker (SPD), MdL
- Gnoth, Jannick (* 1990), deutscher Radrennfahrer

### Gnu
- Gnu (* 1989), deutsche YouTuberinGnu (* 1989)

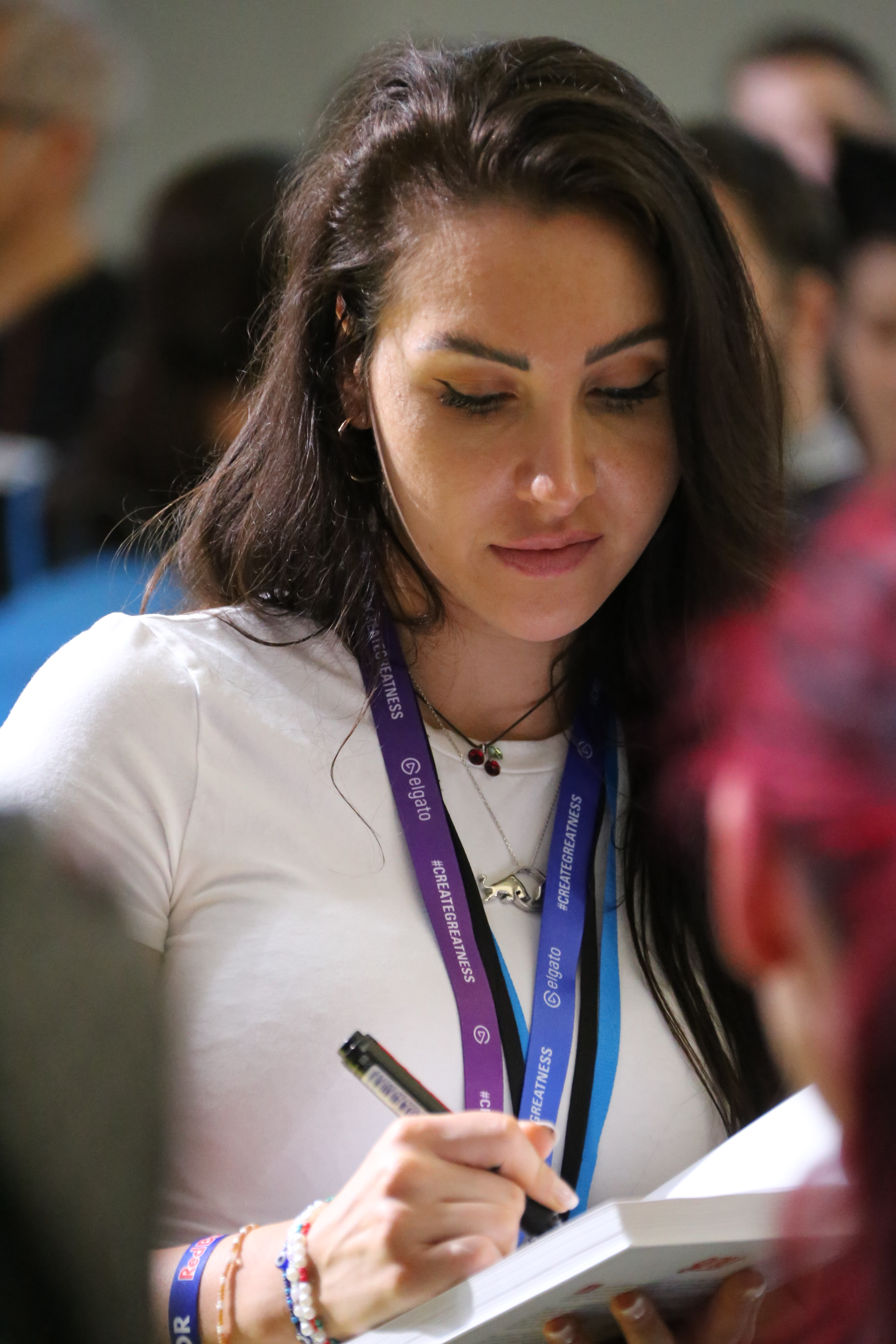
Gnu (* 1989)

- Gnüchtel, Werner (1924–2019), deutscher Autor
- Gnüg, Hiltrud (1944–2022), deutsche Germanistin und Hochschullehrerin
- Gnutzmann, Claus (* 1946), deutscher Anglist, Hochschullehrer für englische Sprache
- Gnutzmann, Ingelis (* 1953), deutsche Fernseh-Journalistin, Moderatorin und Filmemacherin

### Gny
- Gnyp, Maya, australische Filmproduzentin
- Gnyp, Simon (* 2001), deutscher Eishockeyspieler